# Biomarker (indicator)
Een biomarker of biologische marker is een meetbare indicator van een of andere biologische toestand of conditie. De term wordt ook af en toe gebruikt om te verwijzen naar een stof waarvan de detectie de aanwezigheid van een levend organisme aangeeft.
Biomarkers worden vaak gemeten en geëvalueerd om normale biologische processen, pathogene processen of farmacologische responsen op een therapeutische interventie te onderzoeken. Biomarkers worden op veel wetenschappelijke gebieden gebruikt.

## Geschiedenis
Het wijdverbreide gebruik van de term biomarker dateert al van 1980. De term biologische marker werd geïntroduceerd in 1950. In 1998 definieerde de werkgroep Definitie van de National Institutes of Health Biomarkers een biomarker als een kenmerk dat objectief wordt gemeten en geëvalueerd als een indicator van normale biologische processen, pathogene processen of farmacologische reacties op een therapeutische interventie.

## Geneeskunde

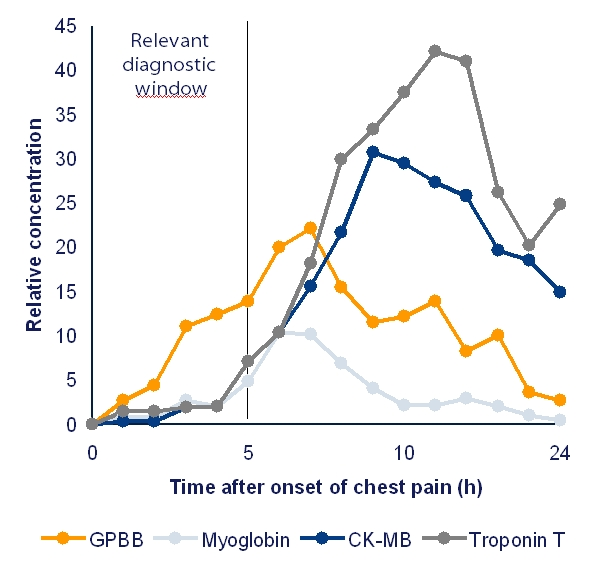
Na een hartaanval kunnen een aantal verschillende cardiale biomarkers worden gemeten om precies te bepalen wanneer een aanval heeft plaatsgevonden en hoe ernstig deze was

In de geneeskunde kan een biomarker een traceerbare stof zijn die in een organisme wordt ingebracht als een middel om de orgaanfunctie of andere aspecten van de gezondheid te onderzoeken. Rubidiumchloride wordt bijvoorbeeld gebruikt als radioactieve isotoop om de perfusie van de hartspier te evalueren.
Het kan ook een stof zijn waarvan de detectie een bepaalde ziektetoestand aangeeft, de aanwezigheid van een antilichaam kan bijvoorbeeld op een infectie duiden. Meer specifiek duidt een biomarker op een verandering in expressie of toestand van een eiwit die correleert met het risico of de progressie van een ziekte, of met de gevoeligheid van de ziekte voor een gegeven behandeling.
Andere biomarkers kunnen gebaseerd zijn op metingen van de elektrische activiteit van de hersenen (met behulp van elektro-encefalografie (de zogenaamde kwantitatieve elektro-encefalografie (qEEG)) of magneetoencefalografie), metingen van bepaalde hersengebieden (met behulp van magnetische resonantie beeldvorming), speekseltesten van natuurlijke metabolieten, zoals speekselnitriet, een surrogaatmarker voor stikstofmonoxide of analyses van urine-exosomen die biomarkers van bepaalde ziektes dragen. Eén voorbeeld van een algemeen gebruikte biomarker in de geneeskunde is het prostaatspecifiek antigeen (PSA). Deze marker kan worden gemeten als een proxy van prostaatgrootte met snelle veranderingen die mogelijk wijzen op kanker. Het meest extreme geval zou zijn om mutante eiwitten te detecteren als kankerspecifieke biomarkers via 'Selected reaction monitoring' (SRM). Deze mutante eiwitten kunnen alleen afkomstig zijn van een bestaande tumor, waardoor uiteindelijk de beste specificiteit voor medische doeleinden wordt geboden.
Biomarkers die worden gebruikt voor de gepersonaliseerde geneeskunde worden meestal gecategoriseerd als prognostisch of voorspellend. Prognostische biomarkers geven de waarschijnlijkheid aan van de uitkomst van de patiënt, ongeacht een specifieke behandeling. Voorspellende biomarkers worden gebruikt om behandelingen te optimaliseren en geven aan hoe waarschijnlijk het is van een positieve uitkomst van een specifieke therapie. Specifiek worden biomarkers in de oncologie meestal gebruikt in de moleculaire diagnostiek van chronische aandoeningen zoals myeloïde leukemie, darm-, borst- en longkanker en in melanoom.

## Regelgevende validatie

### Bewijzen van model
Dit is eerder gebruikt om de specifieke kenmerken van de biomarker te identificeren, en deze stap is essentieel voor het overlopen van de voordelen. Er moet een groot aantal kandidaten worden getest om de meest relevantie te selecteren.

### Experimentele validatie
Deze stap maakt de ontwikkeling mogelijk van het meest aangepaste protocol voor routinematig gebruik van de biomarker. Tegelijkertijd is het mogelijk om de relevantie van het protocol te bevestigen met verschillende methoden (histologie, PCR, ELISA) en om lagen te definiëren op basis van de resultaten.

### Controleren van analytische prestaties
Een van de belangrijkste stappen, het dient om specifieke kenmerken van de kandidaat-biomarker te identificeren voordat een routinetest wordt ontwikkeld. Verschillende parameters worden overwogen, waaronder:
- gevoeligheid
- specificiteit
- robuustheid
- nauwkeurigheid
- reproduceerbaarheid

### Protocolstandaardisatie
Protocolstandaardisatie optimaliseert het gevalideerde protocol voor routinegebruik, inclusief analyse van de kritieke punten door de volledige procedure te scannen om de potentiële risico's te identificeren en te beheersen.

## Celbiologie
In de celbiologie is een biomarker een molecuul dat de detectie en isolatie van een bepaald celtype mogelijk maakt. Het eiwit Oct-4 wordt bijvoorbeeld gebruikt als een biomarker om embryonale stamcellen te identificeren.

### Genetica
In de genetica is een biomarker (geïdentificeerd als genetische marker) een DNA-sequentie die ziektes veroorzaakt of geassocieerd wordt met gevoeligheid voor ziektes. Ze kunnen worden gebruikt om genetische kaarten te maken van welk organisme dan ook dat wordt bestudeerd.

## Geologie en astrobiologie
Een biomarker kan elke soort molecule zijn die het bestaan in het verleden of heden, van levende organismen aangeeft. Op het gebied van geologie en astrobiologie worden biomarkers versus geomarkers ook wel biosignaturen genoemd. De term biomarker wordt ook gebruikt om de biologische betrokkenheid bij de productie van aardolie te beschrijven.

## Ecotoxicologie
Biomarkers worden gebruikt om een blootstelling aan of het effect van xenobiotica aan te geven die aanwezig zijn in de omgeving van en in organismen. De biomarker kan een uitwendige substantie zelf zijn (bijvoorbeeld asbestdeeltjes of NNK uit tabak), of een variant van de uitwendige substantie verwerkt door het lichaam (een metaboliet) die gewoonlijk in hoeveelheid aangegeven kan worden.

## Indicatorsoort
Een indicatorsoort of ecologische indicator is in de ecologie een soort die indicatief is voor een bepaald kenmerk van het milieu. Uit de (mate van) aanwezigheid of de toestand van indicatorsoorten kan men afleiden wat de kwaliteit is van het milieu.